# Carency
Carency est une commune française située dans le département du Pas-de-Calais, en région Hauts-de-France. Ses habitants sont appelés les Carençois.
La commune fait partie de la communauté d'agglomération de Lens-Liévin qui regroupe 36 communes et compte 242 587 habitants en 2021.

## Géographie

### Localisation
Localisée dans le sud-est du département du Pas-de-Calais, Carency est une commune située, à vol d'oiseau, à 10 km au sud-ouest de la commune de Lens (chef-lieu d'arrondissement).
Le territoire de la commune est limitrophe de ceux de six communes.
Les communes limitrophes sont  Ablain-Saint-Nazaire, Gouy-Servins, Mont-Saint-Éloi, Neuville-Saint-Vaast, Souchez et Villers-au-Bois.

### Géologie et relief
La superficie de la commune est de 8,6 km2 ; son altitude varie de 79  à   152 m.

### Hydrographie
Le territoire de la commune est situé dans le bassin Artois-Picardie.
C'est dans la commune que le Carency, cours d'eau naturel de 3,33 km, prend sa source et se jette dans la Souchez au niveau de la commune de Souchez.

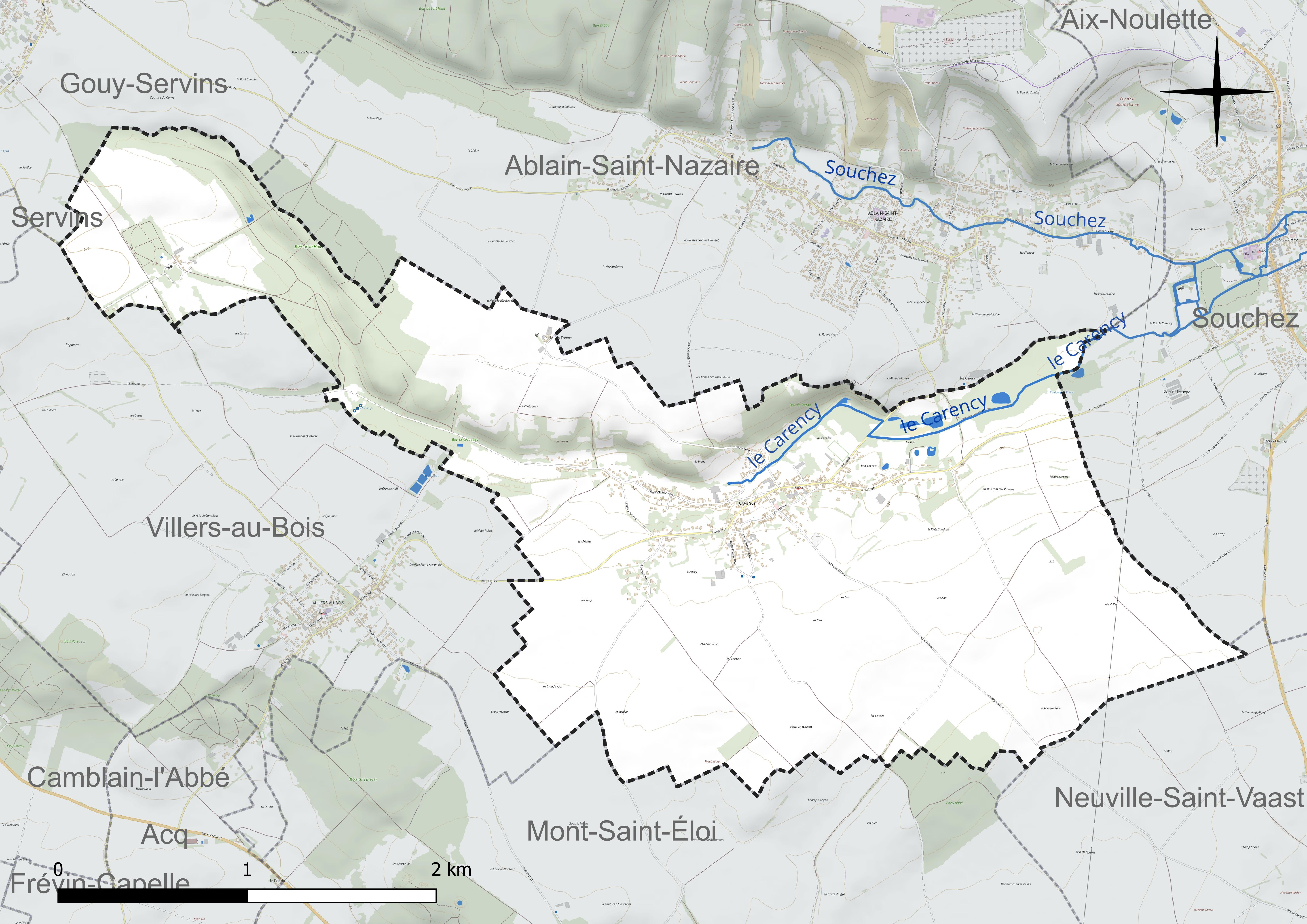
Réseau hydrographique de Carency.

### Climat
Pour des articles plus généraux, voir Climat des Hauts-de-France et Climat du Pas-de-Calais.
En 2010, le climat de la commune est de type climat océanique dégradé des plaines du Centre et du Nord, selon une étude du CNRS s'appuyant sur une série de données couvrant la période 1971-2000. En 2020, Météo-France publie une typologie des climats de la France métropolitaine dans laquelle la commune est exposée à un climat océanique et est dans la région climatique Nord-est du bassin Parisien, caractérisée par un ensoleillement médiocre, une pluviométrie moyenne régulièrement répartie au cours de l’année et un hiver froid (3 °C).
Pour la période 1971-2000, la température annuelle moyenne est de 10 °C, avec une amplitude thermique annuelle de 14,2 °C. Le cumul annuel moyen de précipitations est de 793 mm, avec 12,9 jours de précipitations en janvier et 9 jours en juillet. Pour la période 1991-2020, la température moyenne annuelle observée sur la station météorologique la plus proche, située sur la commune de Wancourt à 19 km à vol d'oiseau, est de 10,8 °C et le cumul annuel moyen de précipitations est de 711,4 mm,. Pour l'avenir, les paramètres climatiques de la commune estimés pour 2050 selon différents scénarios d'émission de gaz à effet de serre sont consultables sur un site dédié publié par Météo-France en novembre 2022.

### Milieux naturels et biodiversité

#### Zones naturelles d'intérêt écologique, faunistique et floristique
L’inventaire des zones naturelles d'intérêt écologique, faunistique et floristique (ZNIEFF) a pour objectif de réaliser une couverture des zones les plus intéressantes sur le plan écologique, essentiellement dans la perspective d’améliorer la connaissance du patrimoine naturel national et de fournir aux différents décideurs un outil d’aide à la prise en compte de l’environnement dans l’aménagement du territoire.
Le territoire communal comprend deux ZNIEFF de type 1 : 
- le coteau boisé de Camblain-l'Abbé et de Mont-Saint-Éloi. Cette ZNIEFF est composée de bois plus ou moins pentus. Dans le bois d’Écoivres, une couche géologique du Landénien continental affleure au sommet, avec un sol constitué de sables fins et de blocs de grès, grès qui a été exploité dans le bois d’Écoivres[11] ;
- le coteau d'Ablain-St-Nazaire à Bouvigny-Boyeffles et bois de la Haie. Ce site est composé d’une mosaïque de végétations neutrophiles à calcicoles sur un relief fortement marqué par la présence de vastes coteaux crayeux du Sénonien et du Turonien au nord d’Ablain-St-Nazaire[12].

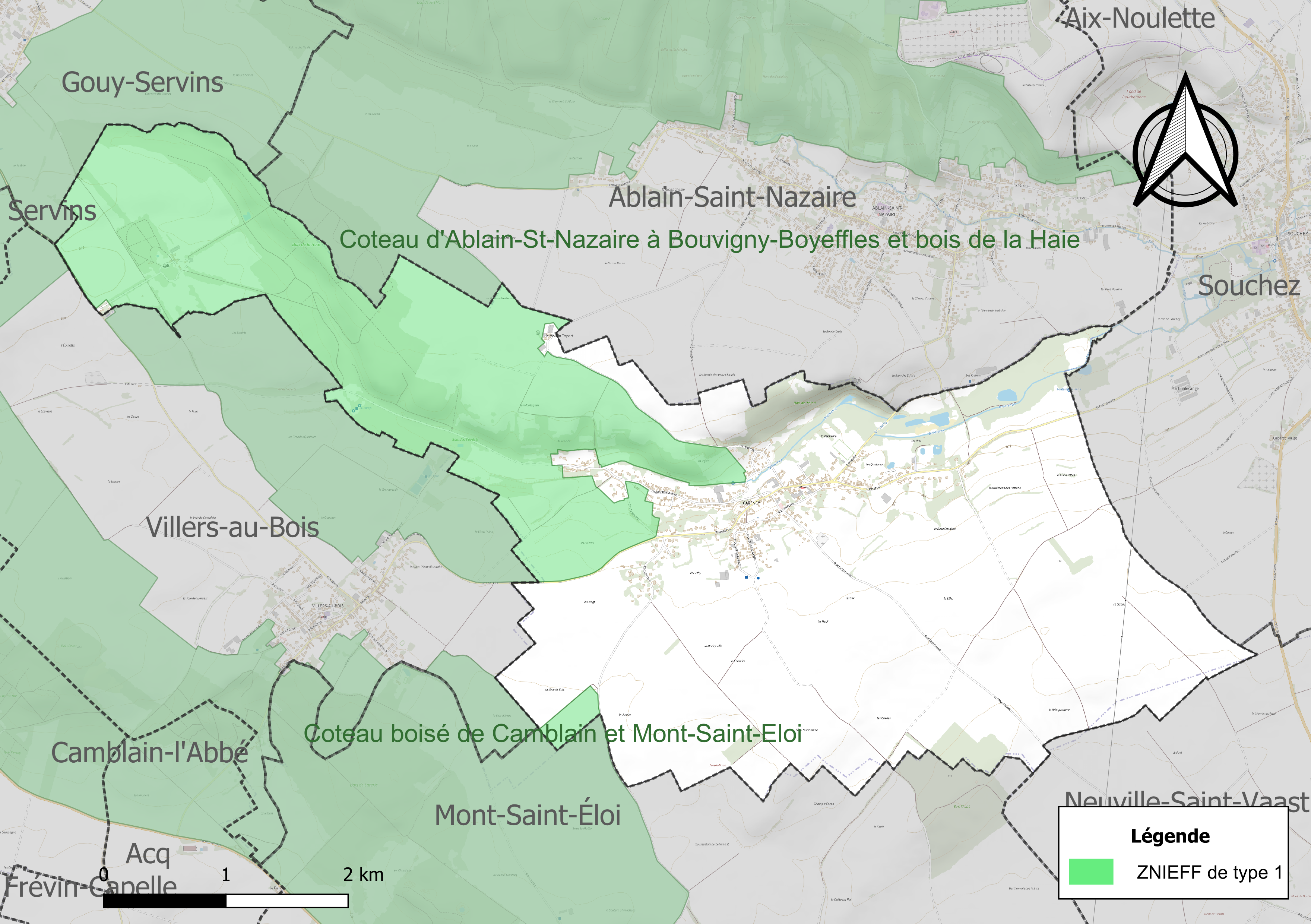
Carte des ZNIEFF sur la commune.

## Urbanisme

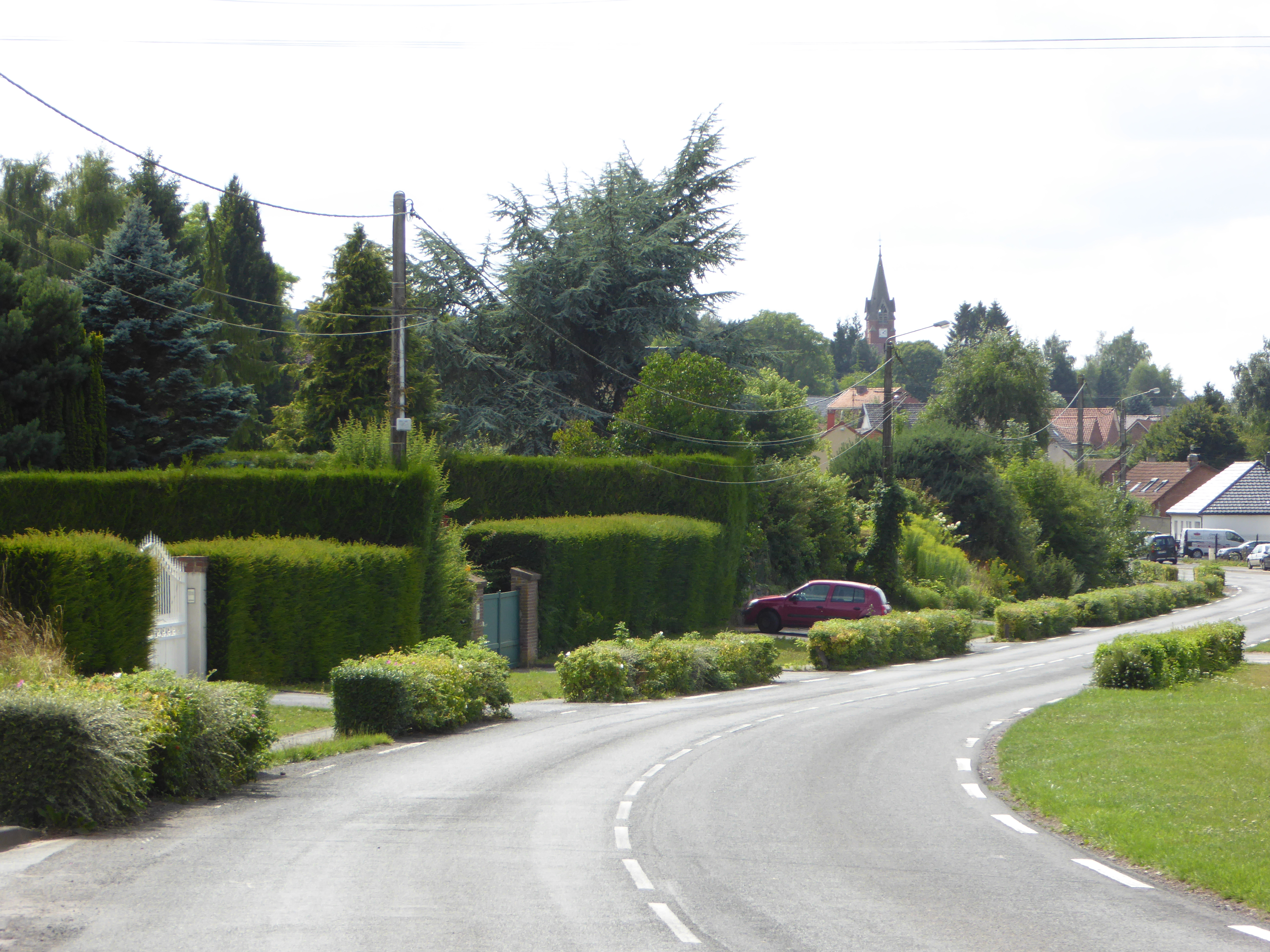

### Typologie
Au 1er janvier 2024, Carency est catégorisée ceinture urbaine, selon la nouvelle grille communale de densité à sept niveaux définie par l'Insee en 2022.
Elle est située hors unité urbaine. Par ailleurs la commune fait partie de l'aire d'attraction de Lens - Liévin, dont elle est une commune de la couronne,. Cette aire, qui regroupe 50 communes, est catégorisée dans les aires de 200 000 à moins de 700 000 habitants,.

### Occupation des sols
L'occupation des sols de la commune, telle qu'elle ressort de la base de données européenne d’occupation biophysique des sols Corine Land Cover (CLC), est marquée par l'importance des territoires agricoles (79,9 % en 2018), une proportion identique à celle de 1990 (79,9 %). La répartition détaillée en 2018 est la suivante : 
terres arables (61,6 %), forêts (14,8 %), prairies (10,9 %), zones agricoles hétérogènes (7,4 %), zones urbanisées (5,2 %). L'évolution de l’occupation des sols de la commune et de ses infrastructures peut être observée sur les différentes représentations cartographiques du territoire : la carte de Cassini (XVIIIe siècle), la carte d'état-major (1820-1866) et les cartes ou photos aériennes de l'IGN pour la période actuelle (1950 à aujourd'hui).

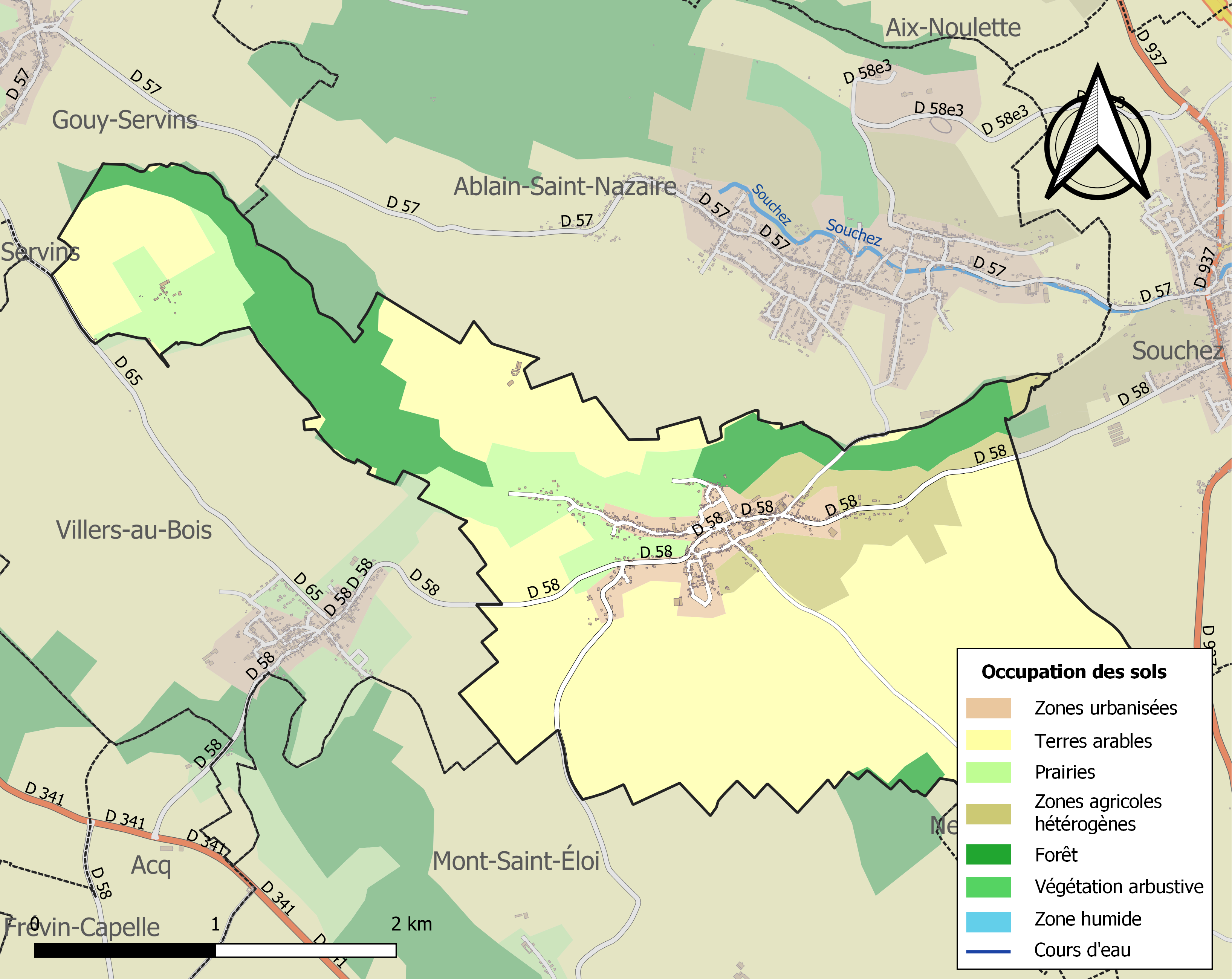
Carte des infrastructures et de l'occupation des sols de la commune en 2018 (CLC).

### Lieux-dits, hameaux et écarts
Sur le territoire communal, se trouvent les lieux-dits : le Bois-Piéron, le Champ-des-Lignes, le Metz et Saint-Agneau.

### Voies de communication et transports

#### Voies de communication
La commune est desservie par la route départementale D 58 et est accessible depuis l'ancienne RN 37 (actuelle RD 937). Elle est reliée à Mont-Saint-Éloi par la voie communale C1.

#### Transports
La commune est desservie par autocar avec la navette 93 du réseau Tadao reliant Villers-au-Bois à Vimy ainsi que par la ligne 418.
La commune se trouve à 16 km  de la gare d'Arras, située sur la ligne de Paris-Nord à Lille, desservie par des TGV inOui et des trains régionaux du réseau TER Hauts-de-France.
La commune était desservie, de 1895 à 1948, par la ligne de chemin de fer Lens - Frévent, une ancienne ligne de chemin de fer qui reliait les communes de Lens et de Frévent.

## Toponymie
Le nom de la localité est attesté sous les formes Carenci, en 1152 (cartulaire du chapitre d'Arras, no 19), Karenchi en 1154 (ibid., no 25). Carenchi, 1170-1181 (cart. de Saint-
Barthél., no 3). Kearenchi (Le Carpentier, pr., p. 18), Karenci en  1245 (id., no 78). Charenchy en  1272 (ch. d'Art.), Charenci en 1305 (ibid.), Carency en  1367 (chap. de Saint-Barthél., c. I, 1. 2), Caranchi en 1559 (D. Grenier, t. CLXXXIV, p. 226), Carency depuis 1793 et 1801.

## Histoire
Carency est le siège d'une seigneurie, devenue baronnie avant 1625, puis marquisat en 1665.
Carency (érection en marquisat de 1665) faisait partie du bailliage de Lens en 1789, et avait une coutume locale rédigée en 1507 suivant la coutume d'Artois. Son église paroissiale, diocèse d'Arras, doyenné d'Aubigny, district de Marœuil, était consacrée à saint Aignan ; l’évêque d'Arras conférait la cure.
La seigneurie de Carency est attribuée au XIVe siècle à une branche cadette des Bourbon-La Marche, dont les membres prennent par la suite le nom de princes de Carency.
Ce titre honorifique de Prince de Carency passe par mariage aux Maisons de Peyrusse d'Escars, de Stuer de Caussade, de Quélen et à la fin du XVIIIe siècle à la Maison de Bauffremont.
Le village est desservi de 1895 à 1948 par le chemin de fer Lens - Frévent,(le tortillard) une ligne de chemin de fer secondaire à voie métrique exploitée par les Chemins de fer économiques du Nord pour le compte du département du Pas-de-Calais. La gare était située à Liencourt.

### Première Guerre mondiale
L'armée allemande a occupé Carency dès octobre 1914, profitant des caves de la Brasserie et des souterrains du château. L'occupant a fortifié le village, qui occupait une position stratégique.
Le 9 mai 1915 est livrée la bataille de l'Artois de 1915, ou bataille de Carency, qui permit aux Alliés de reprendre le 12 mai 1915 le site du village, totalement détruit.
La commune est décorée de la croix de guerre 1914-1918 par décret du 10 août 1920, distinction également attribuée à 276 autres communes du Pas-de-Calais.

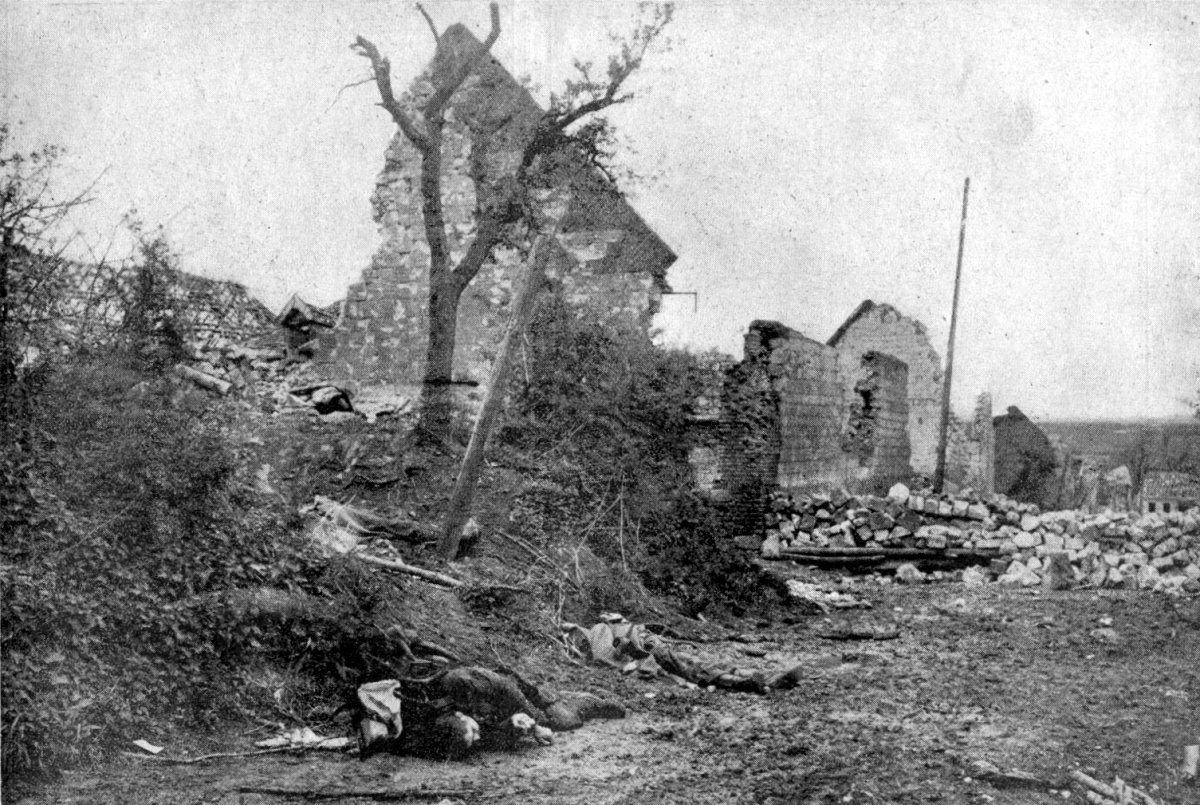
Le village est détruit pendant la bataille de l'Artois (mai-juin 1915).
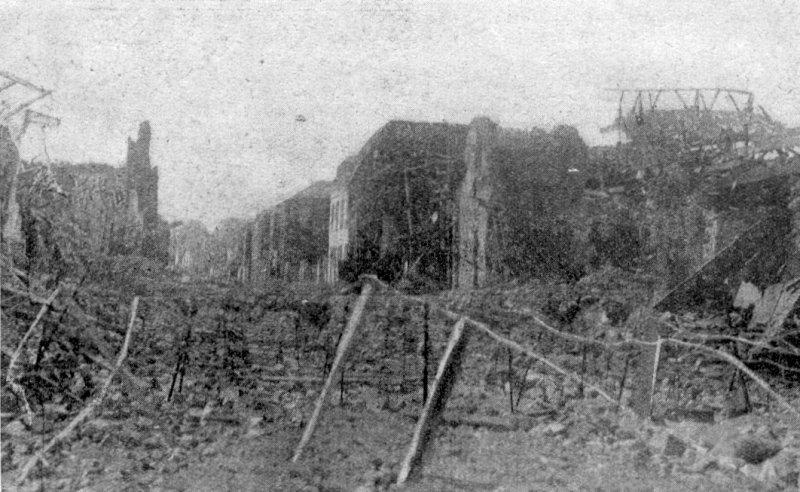
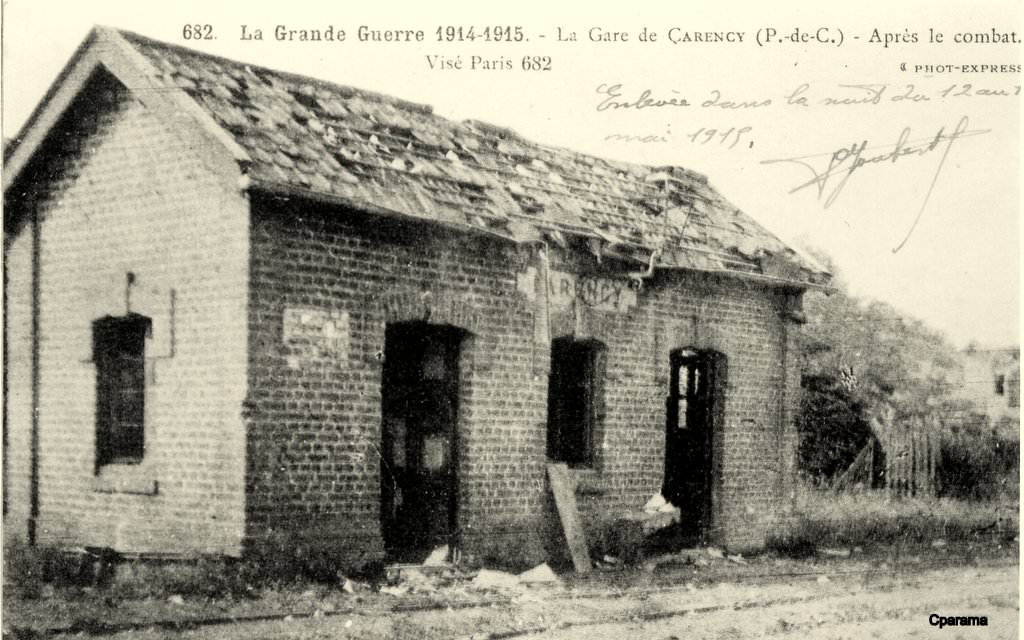
La gare détruite.

### Entre-deux-guerres
En 1921, la population ne compte plus que 340 habitants et dans les années 1925 on trouvait à Carency environ 46 exploitations dont deux entre 80 et 90 hectares (Cadot et Lecreux), une de 40 ha (Ansel), trois entre 22 et 26 ha mais 28 ayant moins de 10 ha. Il faudra attendre 1968 pour passer la barre des 500 habitants et en 1990 celle des 700.

## Politique et administration

### Rattachements administratifs et électoraux
La commune se trouvait  dans l'arrondissement d'Arras du département du Pas-de-Calais.
Par arrêté préfectoral du 20 décembre 2016, la commune est détachée le 1er janvier 2017 de l'arrondissement d'Arras pour intégrer l'arrondissement de Lens.
Pour l'élection des députés, elle fait partie depuis 1988 de la Deuxième circonscription du Pas-de-Calais.
Elle faisait partie depuis 1801 du canton de Vimy. Dans le cadre du redécoupage cantonal de 2014 en France, la commune est intégrée au canton de Bully-les-Mines.

### Intercommunalité
La commune est membre du communauté d'agglomération de Lens-Liévin créée en 2000 par la transformation  du district de l’agglomération de Lens-Liévin, né en 1968.

### Élections municipales et communautaires

#### Liste des maires
| Période | Période                      | Identité          | Étiquette | Qualité                                   |
| ------- | ---------------------------- | ----------------- | --------- | ----------------------------------------- |
| 1945    | 1965                         | Céleste Boursier  |           |                                           |
| 1965    | 1971                         | Jean Leclercq     |           |                                           |
| 1971    | 1972                         | François Lherbier |           |                                           |
| 1973    | 1989                         | Jean Leclercq     |           |                                           |
| 1989    | 2001                         | Yves Houdart      |           |                                           |
| 2001    | En cours (au 5 février 2022) | Justin Clairet    |           | Ingénieur Réélu pour le mandat 2020-2026, |

## Équipements et services publics

### Équipements
La commune s'est dotée en 2018 d'un city-stade, une cantine pour 50 élèves et une salle multi-accueil.
La salle des fêtes, datant des années 1930, a été rénovée en 2016.

### Justice, sécurité, secours et défense
La commune dépend du tribunal judiciaire d'Arras, du conseil de prud'hommes d'Arras, de la cour d'appel de Douai, du tribunal de commerce d'Arras, du tribunal administratif de Lille, de la cour administrative d'appel de Douai et du tribunal pour enfants d'Arras.

## Population et société

### Démographie
Les habitants sont appelés les Carençois.

#### Évolution démographique
L'évolution du nombre d'habitants est connue à travers les recensements de la population effectués dans la commune depuis 1793. Pour les communes de moins de 10 000 habitants, une enquête de recensement portant sur toute la population est réalisée tous les cinq ans, les populations de référence des années intermédiaires étant quant à elles estimées par interpolation ou extrapolation. Pour la commune, le premier recensement exhaustif entrant dans le cadre du nouveau dispositif a été réalisé en 2004.

En 2022, la commune comptait 820 habitants, en évolution de +11,56 % par rapport à 2016 (Pas-de-Calais : −0,72 %, France hors Mayotte : +2,11 %).
| 1793 | 1800 | 1806 | 1821 | 1831 | 1836 | 1841 | 1846 | 1851 |
| ---- | ---- | ---- | ---- | ---- | ---- | ---- | ---- | ---- |
| 442  | 404  | 453  | 445  | 461  | 474  | 470  | 486  | 475  |

| 1856 | 1861 | 1866 | 1872 | 1876 | 1881 | 1886 | 1891 | 1896 |
| ---- | ---- | ---- | ---- | ---- | ---- | ---- | ---- | ---- |
| 450  | 480  | 458  | 505  | 503  | 521  | 502  | 488  | 521  |

| 1901 | 1906 | 1911 | 1921 | 1926 | 1931 | 1936 | 1946 | 1954 |
| ---- | ---- | ---- | ---- | ---- | ---- | ---- | ---- | ---- |
| 515  | 514  | 473  | 340  | 393  | 417  | 419  | 437  | 491  |

| 1962 | 1968 | 1975 | 1982 | 1990 | 1999 | 2004 | 2006 | 2009 |
| ---- | ---- | ---- | ---- | ---- | ---- | ---- | ---- | ---- |
| 491  | 507  | 525  | 552  | 711  | 668  | 700  | 711  | 717  |

| 2014 | 2019 | 2022 | - | - | - | - | - | - |
| ---- | ---- | ---- | - | - | - | - | - | - |
| 727  | 780  | 820  | - | - | - | - | - | - |

#### Pyramide des âges
En 2018, le taux de personnes d'un âge inférieur à 30 ans s'élève à 33,6 %, soit en dessous de la moyenne départementale (36,7 %). À l'inverse, le taux de personnes d'âge supérieur à 60 ans est de 25,4 % la même année, alors qu'il est de 24,9 % au niveau départemental.
En 2018, la commune comptait 366 hommes pour 399 femmes, soit un taux de 52,16 % de femmes, légèrement supérieur au taux départemental (51,5 %).
Les pyramides des âges de la commune et du département s'établissent comme suit.
| Hommes | Classe d’âge | Femmes |
| ------ | ------------ | ------ |
| 0,3    | 90 ou +      | 0,2    |
| 5,9    | 75-89 ans    | 5,9    |
| 19,8   | 60-74 ans    | 18,7   |
| 23,9   | 45-59 ans    | 21,6   |
| 19,0   | 30-44 ans    | 17,7   |
| 11,8   | 15-29 ans    | 16,5   |
| 19,3   | 0-14 ans     | 19,4   |

| Hommes | Classe d’âge | Femmes |
| ------ | ------------ | ------ |
| 0,5    | 90 ou +      | 1,6    |
| 5,6    | 75-89 ans    | 8,9    |
| 16,7   | 60-74 ans    | 18,1   |
| 20,2   | 45-59 ans    | 19,2   |
| 18,9   | 30-44 ans    | 18,1   |
| 18,2   | 15-29 ans    | 16,2   |
| 19,9   | 0-14 ans     | 17,9   |

### Sports et loisirs

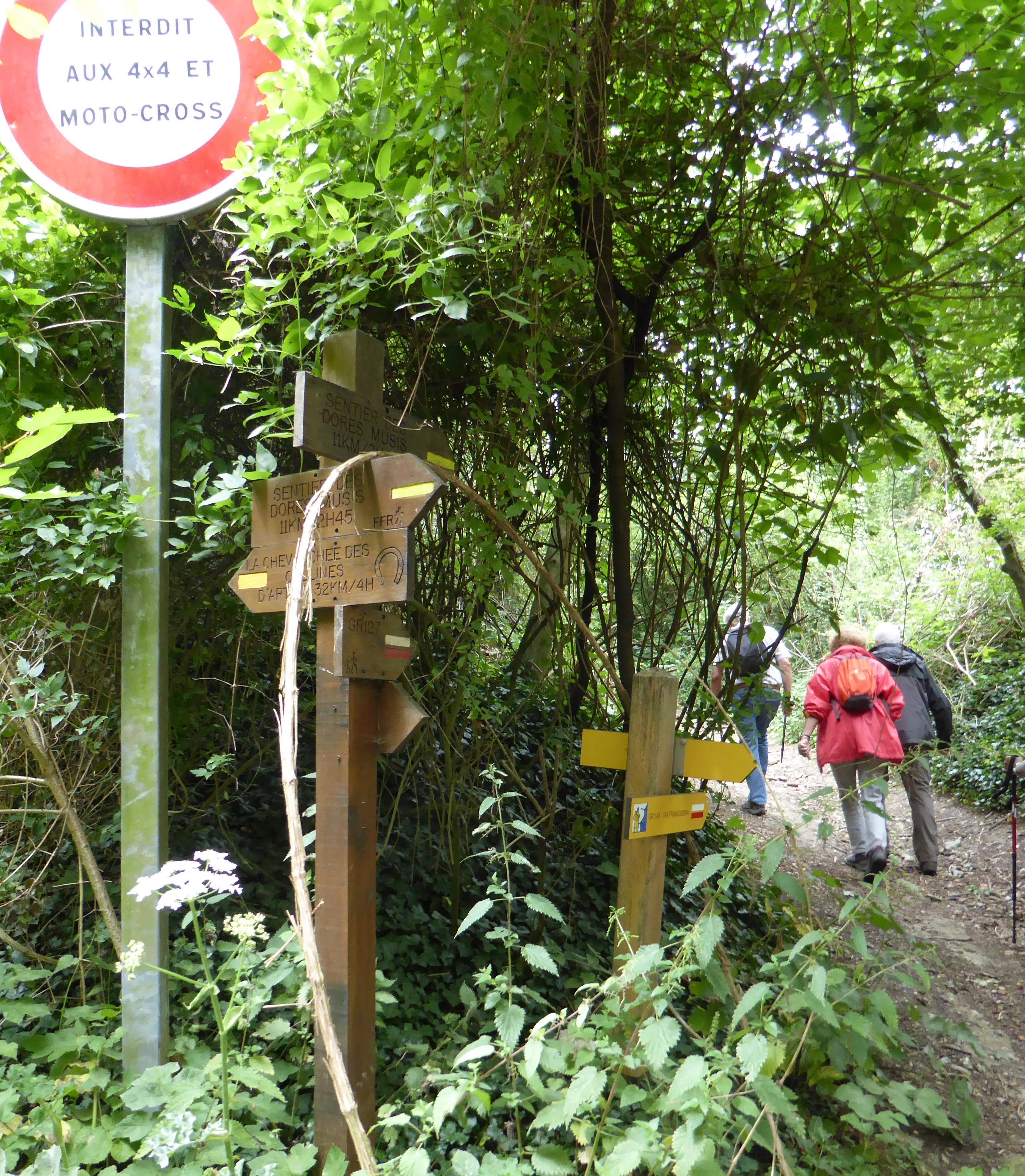
Le balisage du chemin de randonnée.

La commune est traversée par le sentier de grande randonnée 145, dit Via Francigena, dans sa section entre Thérouanne et Arras, ainsi que par d'autres chemins de randonnée. Elle possède depuis 2018 un city-stade.

## Culture locale et patrimoine

### Lieux et monuments
- L'église Saint-Aignan. Sa cloche date de 1749[39]
- Le château du bois de la Haie.
- Le monumental monument aux morts[40].

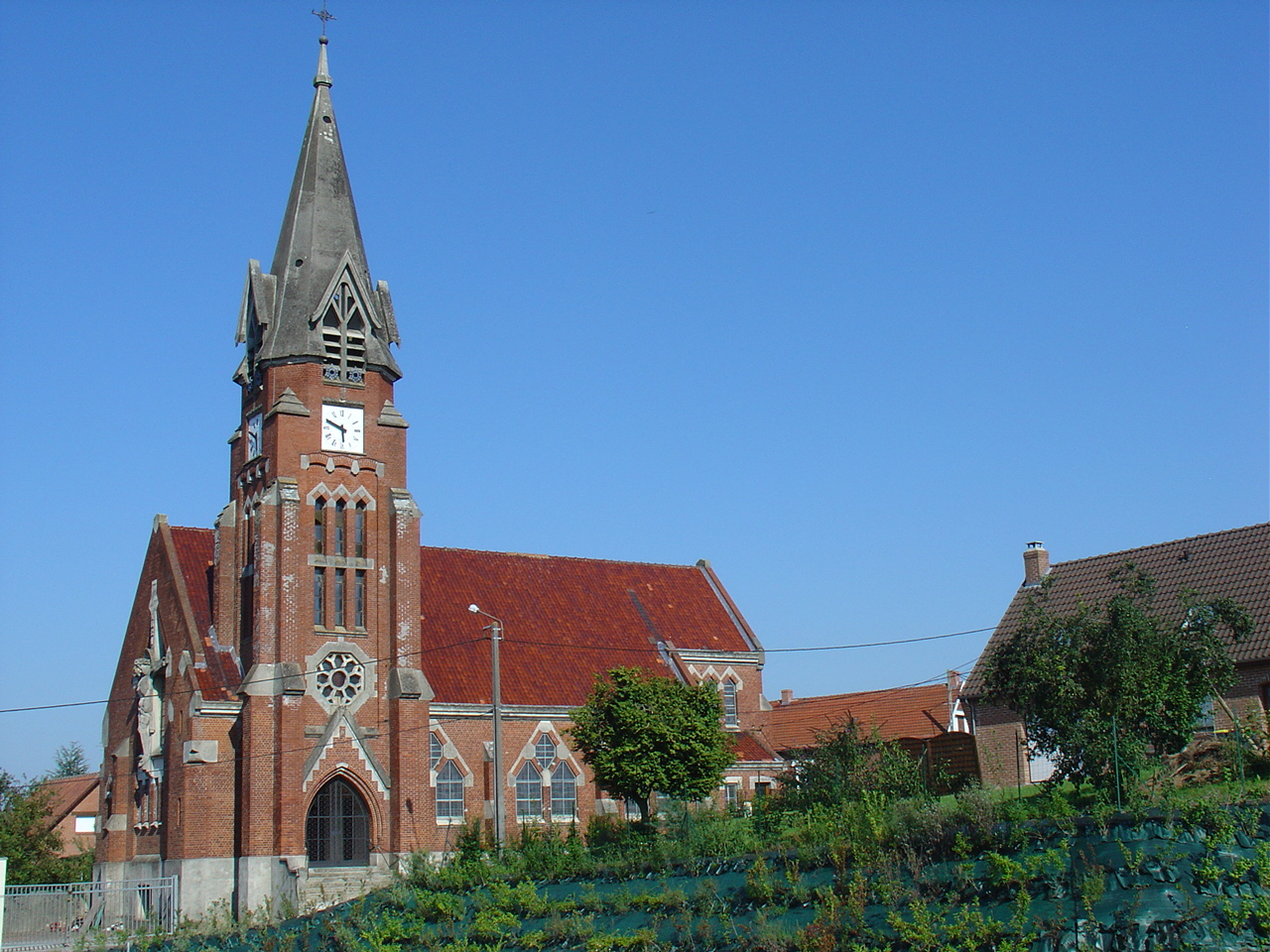
L'église Saint-Aignan.
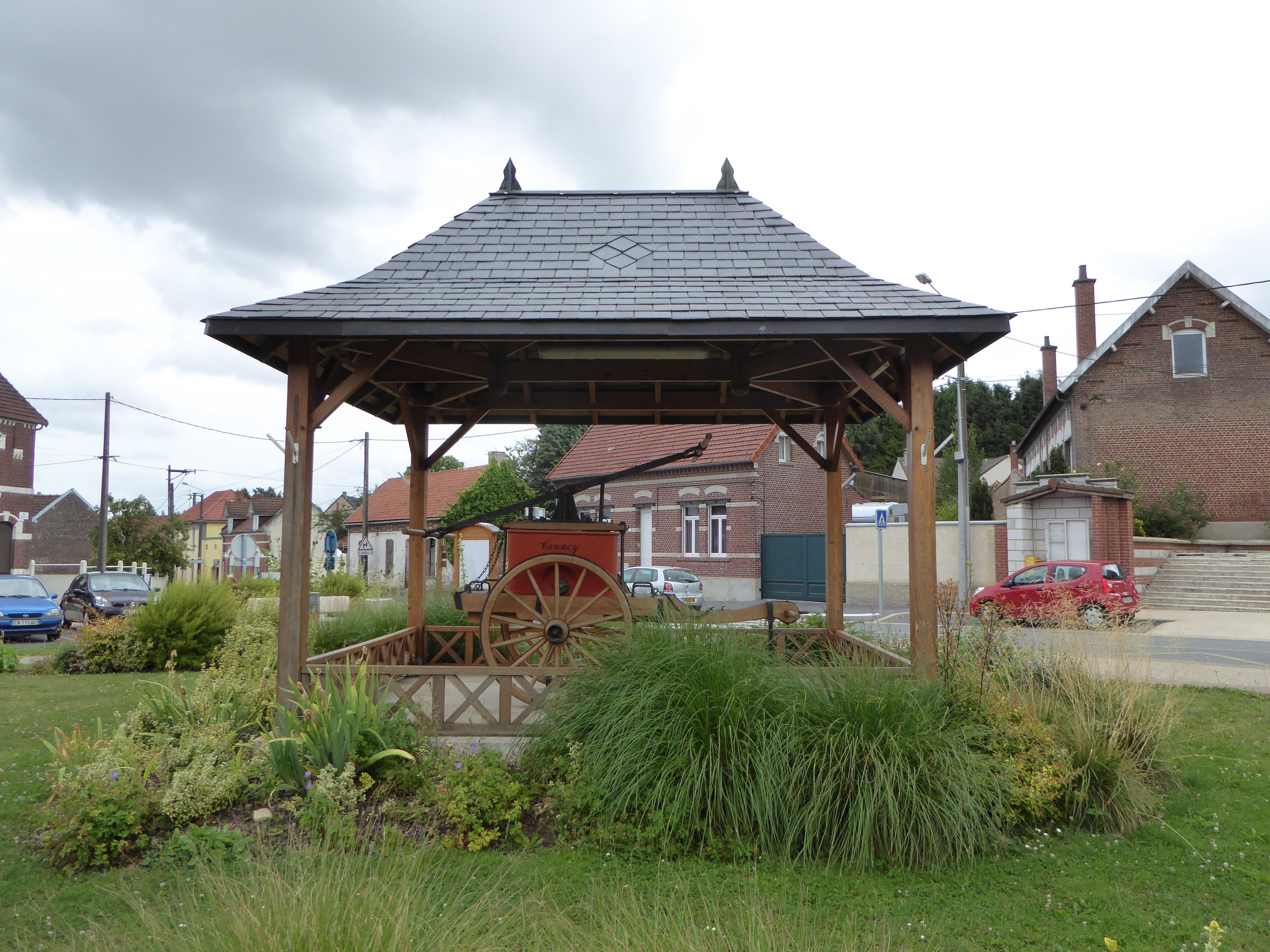
La place du 9 mai.

### Personnalités liées à la commune
- Marie Thérèse de Montmorency Logny comtesse de Nancré passa les dernières années de sa vie au château de Carency. Elle mourut le 29  septembre 1750. Elle fut la marraine de la cloche de l'église Saint-Aignan de Carency. On lit sur la cloche : « Louÿs-Ernest Gabriel, prince de Montmorency, parin , et Marie Thérèse de Montmorency, comtesse de Nancré, maraine, : j'appartiens à l'église de Carency. l'an 1749 ».
- Les généraux français Foch et Fayolle ainsi que le colonel Weygand ont fait une inspection de canons allemands, sans doute le 22 mai 1915[41].
- Jean-Marc Bernard (1881-1915), poète dauphinois, est mort au combat dans les environs de Carency le 9 juillet 1915.
- François Faber (1887-1915), luxembourgeois, vainqueur du Tour de France 1909, s'était engagé dans Légion étrangère. Il est mort à Carency au cours des combats de la Première Guerre mondiale, le 9 mai 1915, lors de la bataille de l'Artois.
- Marcel Blanchard (1890-1915), poète tué près de Carency le 19 juin 1915. Son nom est inscrit au Panthéon dans la liste des 560 écrivains morts pour la France.
- Danielle Darras (1943-2009), femme politique française, née à Carency.

### Héraldique
Pour un article plus général, voir Armorial des communes du Pas-de-Calais.
| Blason de Carency | Blason  | Tranché : au 1er d'azur à la bande cousue de gueules*, abaissée, chargée de trois coquilles d'argent (posées à plomb) et accompagnée d'une fleur de lys d'or, au 2d d'or à la bande échiquetée d'or et d'azur de deux tires, haussée et accompagnée d'un alérion d'azur. Ornements extérieursCroix de guerre 1914-1918 |
| Blason de Carency | Détails | * Il y a là non-respect de la règle de contrariété des couleurs : ces armes sont fautives (gueules sur azur). Le blason reprend des éléments de quatre anciennes familles seigneuriales de Carency : - l'azur, la bande de gueules et la fleur de lys sont des éléments des armes de la maison de Bourbon-Carency, branche cadette de la maison de Bourbon-La Marche ; - la bande de gueules chargée de 3 coquilles d'argent est reprise des armes de la famille de Béthencourt ; - l'or à la bande échiquetée est celui de la famille de Toustain ; - l'or et l'alérion d'azur évoquent la maison de Montmorency. Adopté en 2015. |
| Blason de Carency | Alias   | D'or à la bande échiquetée d'or et d'azur de deux tires. Blason proposé par les archives départementales du Pas-de-Calais en 1994. |

## Pour approfondir